# Nobohiro Tsutsumi
Nobohiro Tsutsumi es un deportista japonés que compitió en vela en la clase 470. Ganó una medalla de oro en el Campeonato Mundial de 470 de 1989.

## Palmarés internacional
| \| Campeonato Mundial \| Campeonato Mundial \| Campeonato Mundial \| Campeonato Mundial \| \| Año \| Lugar \| Medalla \| Clase \| \| ------------------ \| ------------------ \| ------------------ \| ------------------ \| \| 1989 \| Tsu (Japón) \| Medalla de oro \| 470 \| |             |                |       |
| Campeonato Mundial |             |                |       |
| Año | Lugar       | Medalla        | Clase |
| 1989 | Tsu (Japón) | Medalla de oro | 470   |